# San Francisco Ixtlahuaca
San Francisco Ixtlahuaca är en ort i Mexiko, tillhörande kommunen Ixtlahuaca i den västra delen av delstaten Mexiko. San Francisco Ixtlahuaca hade 1 160 invånare vid folkräkningen 2010.